# Мартиниана-По
Мартиниана-По (итал. Martiniana Po) — коммуна в Италии, располагается в регионе Пьемонт, в провинции Кунео.
Население составляет 764 человека (2008 г.), плотность населения составляет 59 чел./км². Занимает площадь 13 км². Почтовый индекс — 12030. Телефонный код — 0175.
Покровительницей коммуны почитается Пресвятая Богородица (Madonna delle Grazie). День празднования — 15 августа.

## Демография
Динамика населения:

## Администрация коммуны
- Официальный сайт: http://www.comune.martinianapo.cn.it/